# Ievgueni Djougachvili
Pour les articles homonymes, voir Djougachvili.
Ievgueni Iakovlevitch Djougachvili (en russe : Евге́ний Я́ковлевич Джугашви́ли), né le 10 janvier 1936 à Ourioupinsk, en RSFS de Russie, et retrouvé mort le 22 décembre 2016, est un homme politique néo-staliniste russo-géorgien, et un ancien officier des forces aériennes soviétiques. Il est le fils de Iakov Djougachvili, le fils aîné de Joseph Staline. Il s'est fait connaître comme un ardent défenseur de son grand-père Staline.

## Biographie

### Jeunesse et carrière
Ievgueni Djougachvili naît à Ourioupinsk en 1936. Son père est Iakov Djougachvili, fils aîné du dirigeant soviétique. Iakov était officier dans l'armée rouge et est mort en 1943 en captivité au camp de concentration d'Oranienbourg-Sachsenhausen, sous les mains des Nazis. Ievgueni est né pendant que Iakov fréquentait Olga Golychéva, une étudiante de l'école d'aviation de Moscou. Le couple finit par se fiancer, mais rompt son engagement peu après. Le 10 janvier, Ievgueni naît alors que Golychéva est de retour dans sa maison natale de l'oblast de Stalingrad. Iakov apprend sa naissance en 1938 seulement et lui donne son nom de famille, même si son père Staline ne reconnaît pas l'enfant comme son petit-fils légitime.
Il devient conférencier dans des académies militaires pendant plus de vingt ans et prend part à plusieurs missions spatiales. En janvier 1999, il rejoint le Bloc Staline - Pour l'URSS (en), créé en 1997 par Viktor Anpilov (en). Le parti prend part aux élections à la Douma en décembre, mais ne reçoit aucun siège et se dissout peu après,.

### Défenseur deJoseph Stalineet vie politique
En septembre 2009, Djougachvili lance une plainte de diffamation contre le journal Novaïa Gazeta, qui accusait son grand-père Joseph Staline d'être un « cannibale assoiffé de sang ». Il poursuit le journal pour 9,5 millions de roubles et le journaliste pour 500 000 roubles. L'affaire est entendue dans une cour de Moscou, qui rejette les accusations du petit-fils le 13 octobre 2009. Ce dernier lance par la suite une seconde plainte contre le journal pour avoir écrit sur l'affaire qui l'impliquait, qui est elle aussi rejetée.
En 2015, il poursuit sa plainte à la Cour européenne des droits de l'homme, qui est elle aussi rejetée, la Cour déclarant que le journal exerçait bien son droit de liberté d'expression.

### Vie personnelle
Le 22 décembre 2016, le corps sans vie de Djougachvili est retrouvé proche de sa maison par des ambulanciers venus à son aide.
Il avait deux petit-fils, Vaso et Josef, et résidait principalement en Géorgie.